# Hačava
Hačava (em alemão: Wagnerhau; húngaro: Ájfalucska) é um município da Eslováquia, situado no distrito de Košice-okolie, na região de Košice. Tem 36,92 km² de área e sua população em 2018 foi estimada em 218 habitantes.

## Demografia
| Ano:        | 1994 | 2004   | 2014   | 2024    |
| ----------- | ---- | ------ | ------ | ------- |
| Broj ljudi: | 216  | 229    | 228    | 184     |
| Razlika:    |      | +6,01% | -0,43% | -19,29% |

| Ano:               | 2023 | 2024   |
| ------------------ | ---- | ------ |
| Número de pessoas: | 187  | 184    |
| Diferença:         |      | -1,60% |